# Donatón «Bogotá Solidaria en Casa»
La Donatón «Bogotá Solidaria en Casa» fue un evento organizado por la Alcaldía Mayor de Bogotá con el fin de recolectar fondos para la gente más vulnerable de la ciudad de Bogotá, Colombia para ayudar ante la crisis ocasionada por la pandemia de COVID-19. Su recaudación fue una de las mayores en la historia de Colombia con alrededor de 51 696 millones de pesos (aproximadamente 12 924 000 millones de dólares).
El evento se realizó el día 19 de abril de 2020 bajo el gobierno de Claudia López y tuvo una duración de doce horas.

## Iniciativa
Luego de decretar el estado de emergencia y seguidamente el  Aislamiento Preventivo Obligatorio en Colombia, el gobierno de Iván Duque con el fin de mitigar el impacto económico y social del país, a través de sus programas, ministerios y las respectivas alcaldías y gobernaciones dio aportes económicos a las familias más vulnerables del país. A raíz de esto, los dirigentes locales por medio del apoyo de los medios de comunicación regionales, convocaron donatones de más de cinco horas donde artistas nacionales e internacionales invitan a  que los colombianos puedan ayudar con mercados, dinero, entre otros materiales a mitigar la crisis económica causada por la COVID-19. Estas donatones se realizaron en Medellín, el departamento del Magdalena, Buenaventura y en el Valle del Cauca donde se batieron en algunas de ellas, récords de donación.